# Bergerud (Årjäng)
Bergerud ist ein Ort in der Gemeinde Årjäng, die zur schwedischen Provinz Värmlands län gehört und im Südwesten der historischen Provinz Värmland liegt.

## Geographie
Bergerud liegt circa 11 km von der Grenze zu Norwegen entfernt.
Der Ort befindet sich circa 17 km nordwestlich von Årjäng. Der nächste größere Ort ist Töcksfors an der E 18 im Südwesten.
Über die E 18, S 613, S 614 und S 627 ist der Ort an das schwedische Straßennetz angeschlossen.  
Bergerud liegt in hügeliger, waldreicher Landschaft. 
In der näheren Umgebung befinden sich zahlreiche Seen und Teiche.